# 失山心灵
《失山心灵》，前名《天灵盖》，是一部根据上世纪九十年代末的天灵盖案件改编的真人真事恐怖电影。由越南裔美国人导演陈光咸着手执导，黄燕·奇薇、吴光俊、丁依绒、清秀等人为此片演员。

## 制作与发行
2018年底，首支预告片正式发布，内容宣布该片定档于2019年3月29日，后来因未能通过审查而推迟至同年4月19日上映。2019年9月，虽然全片没有任何关于山的内容，电影还是更名为《失山心灵》，并于2019年10月8日在越南上映，紧接着在10月17日时于马来西亚和柬埔寨上映。2019年，其他亚洲国家如泰国、老挝、新加坡和韩国也陆续上映。